# Giambattista Brustolon
Giambattista Brustolon (Dont, 1718 – Venezia, 16 ottobre 1796) è stato un incisore italiano.

## Biografia
Poche notizie biografiche di Giambattista Brustolon possono essere dedotte dalle sue opere. Figlio di Gioatà, zoldano di origine, dopo il 1739 frequentò la calcografia di Joseph Wagner, che rappresentava un punto di riferimento fondamentale  per i più importanti incisori veneziani dell'epoca.

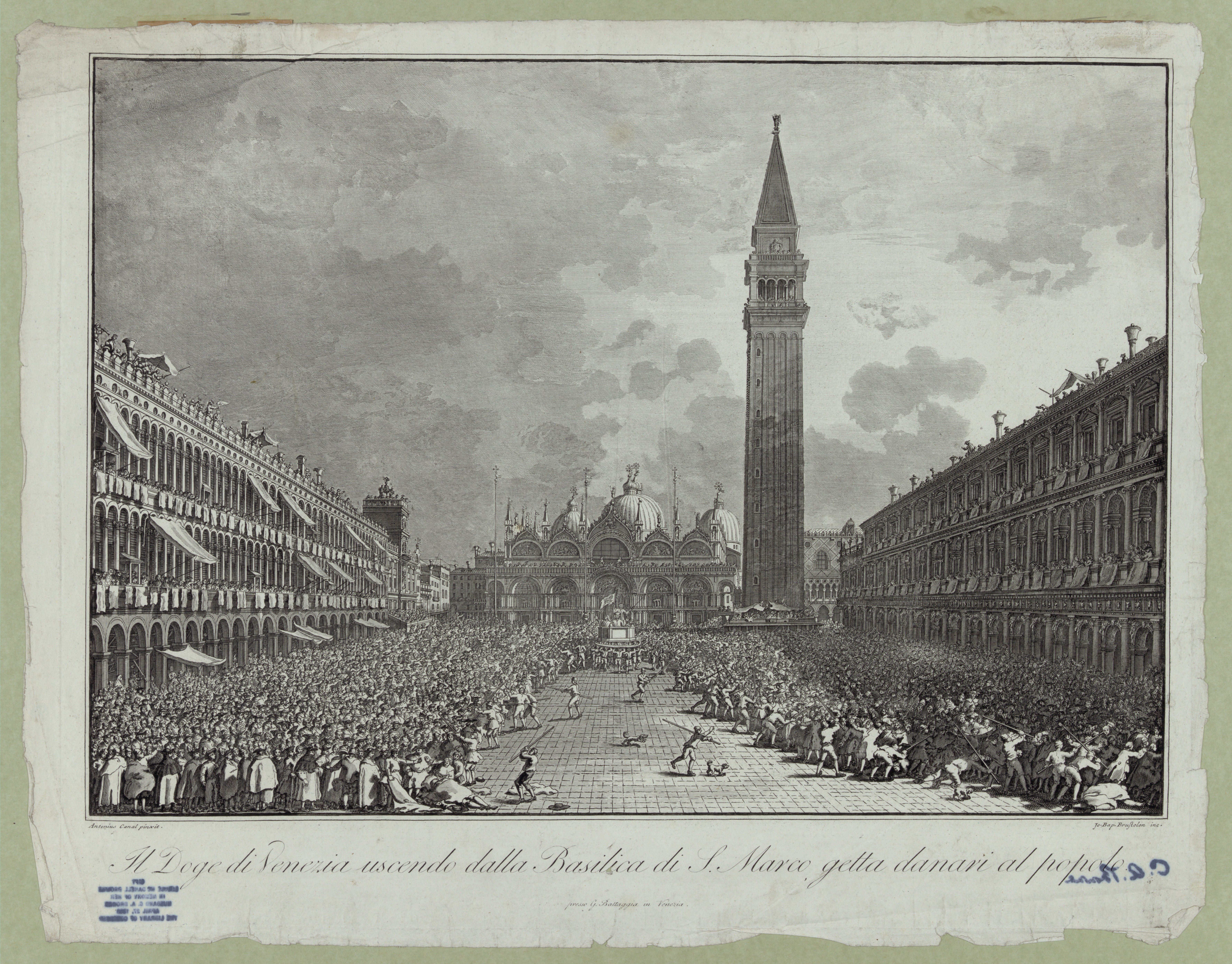
Il doge di Venezia uscendo dalla Basilica di S. Marco, getta danari al popolo (Library of Congress)

Per incarico del mercante di stampe ed editore Lodovico Furlanetto, Canaletto fece dodici disegni di feste tradizionali veneziane  - a penna, inchiostro bruno e ad acquarello grigio - conosciuti come Solennità dogali e che furono incisi nel 1766, ad acquaforte e a bulino, da Giambattista Brustolon che si dimostrò un raffinato interprete del vedutismo veneziano settecentesco. Queste incisioni furono poi trasformate in dipinti da Francesco Guardi. Le Solennità celebravano l'elezione del Doge Alvise IV Mocenigo (1763 - 1778), avvenuta nel 1763. Quattro di questi dipinti di Guardi sono al Louvre.
Tra questi dodici eventi festosi, incisi da Brustolon: Elezione del Doge nel Gran Consiglio, Incoronazione del Doge, Sposalizio del Mare, Festa della Salute, Giovedì grasso, Il doge di Venezia riceve gli ambasciatori esteri, Il doge di Venezia uscendo dalla Basilica di S. Marco getta danari al popolo, Processione del Corpus Domini, Doge sul Bucintoro, Partenza del Bucintoro per san Nicolò di Lido il giorno dell'Ascensione. Nelle collezioni del Museo Correr sono presenti tutte le dodici stampe di Brustolon, ma questo museo possiede solamente dieci delle dodici lastre incise da Brustolon. Queste lastre furono ristampate, perché era scaduto il privilegio: verso il 1791 uscì l'edizione con i titoli in francese.

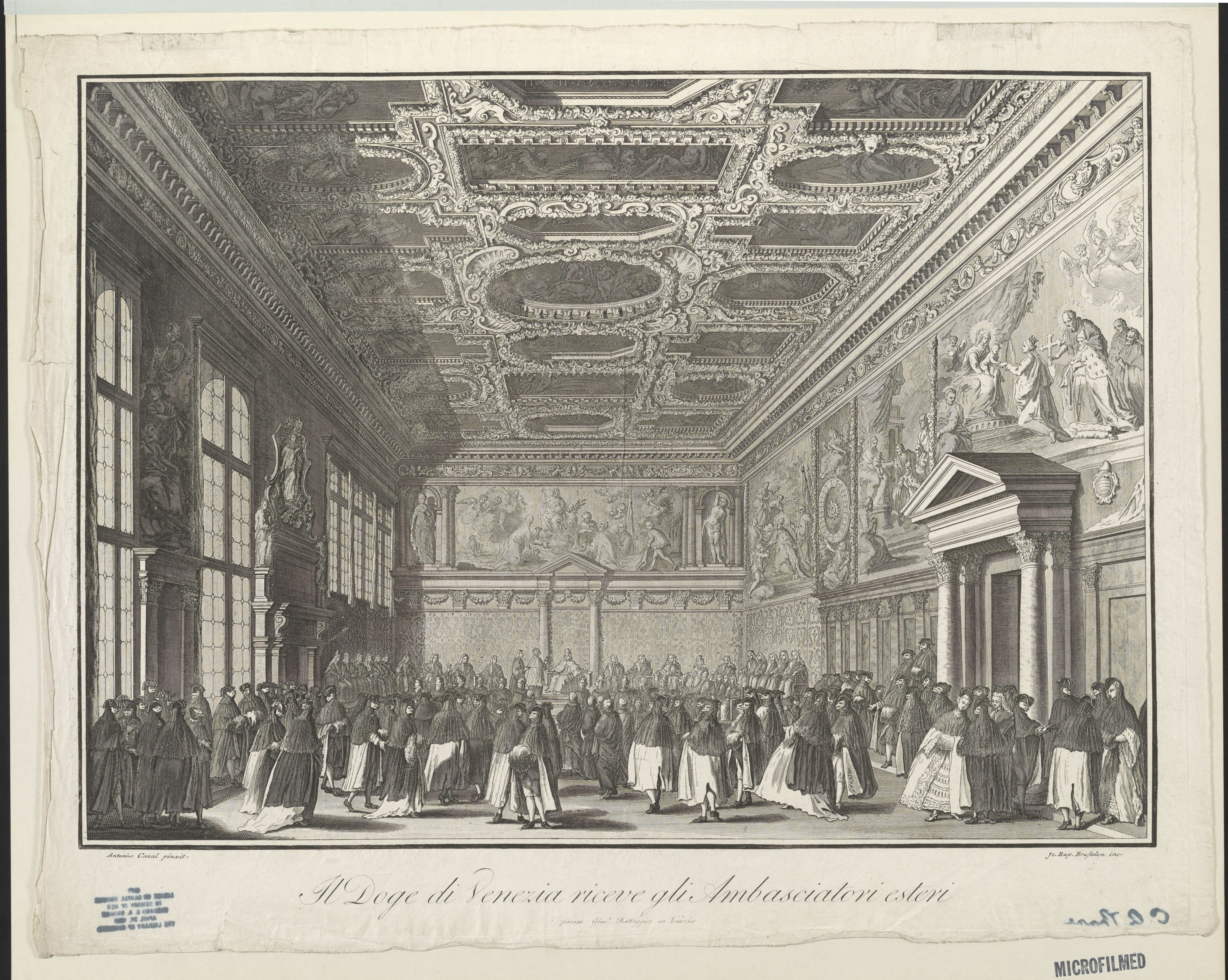
Il doge di Venezia riceve gli ambasciatori esteri (Library of Congress)

Giambattista Brustolon ha anche inciso ritratti, tra cui quello della scrittrice Elisabetta Caminer Turra, e Michele Maria Capece Galeota (c. 1757). Realizzò ad incisione altri ritratti, utilizzati come antiporta  di pubblicazioni veneziane, tra cui quelli di papa Benedetto XIV, di Voltaire, degli architetti Vincenzo Scamozzi e Andrea Palladio, del cardinale e santo Gregorio Barbarigo (su disegno di Pietro Antonio Novelli). Incise inoltre qualche marca editoriale calcografica, per frontespizio. Dal 1752 al 1756 realizzò la decorazione per la nuova edizione veneziana delle Rime del Petrarca - sei incisioni per ogni tomo, oltre all'antiporta.
Da dipinti e da disegni di Canaletto - tratti questi ultimi da un album di acquarelli, a lui regalato dagli eredi di Canaletto - incise le Vedute di Roma, tra cui Veduta di piazza San Giovanni in Laterano con l'obelisco in primo piano, Mausoleo de Caius Sextius a Porta Ostiense, Arco di Giano a San Giorgio in Velabro, Basilica vaticana e Castel Sant'Angelo e Tempio di Saturno a Campo Vaccino. Ne uscirono due edizioni, una con titoli in francese. Un'ampia selezione di queste incisioni romane è a Milano, nella Raccolta Bertarelli, al Castello Sforzesco.
Incisioni di Brustolon si trovano anche al Museo civico di Belluno, a Venezia alle Gallerie dell'Accademia, alla Biblioteca nazionale centrale di Firenze e alla Biblioteca Marucelliana e a Roma all'Istituto nazionale per la grafica.
Suo figlio Giandomenico Brustolon è stato sacerdote e scrittore.